# Šahovska olimpijada 2008.
38. Šahovska olimpijada održana je 2008. u Njemačkoj. Grad domaćin bio je Dresden.

## Poredak osvajača odličja
| Mj. | Država   | Bodova | Igrači |
| --- | -------- | ------ | ------ |
| 1.  | Armenija | 19,0   |        |
| 2.  | Izrael   | 18,0   |        |
| 3.  | SAD      | 17,0   |        |

| Pobjednici            |
| --------------------- |
| Armenija Drugi naslov |